# طورالصلب (المضاربة والعارة)

تعديل مصدري - تعديل

طورالصلب هي إحدى قرى عزلة المضاربة بمديرية المضاربة والعارة التابعة لمحافظة لحج، بلغ تعداد سكانها 160 نسمة حسب تعداد اليمن لعام 2004.